# Serpentinit

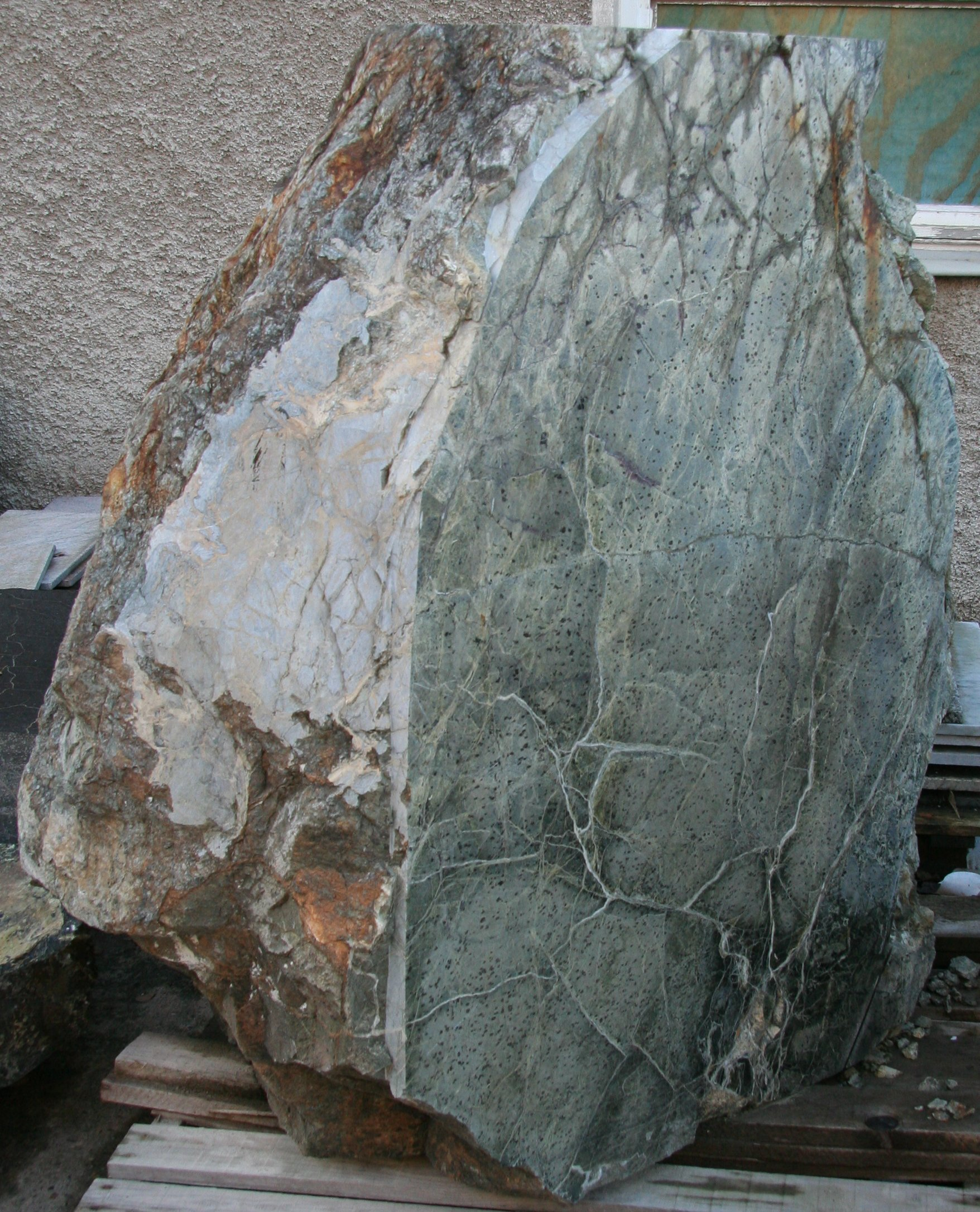
Blok serpentinitu (pravá strana vybroušena)

Serpentinit nebo hadec je druh metamorfované horniny, která vznikla z ultrabazických hornin, zejména olivínovců (peridotitů) metasomatickým procesem serpentinizace, při které se olivín přeměnil na serpentin. K této specifické přeměně docházelo při zvýšené teplotě za přínosu vody, někdy i SiO2.

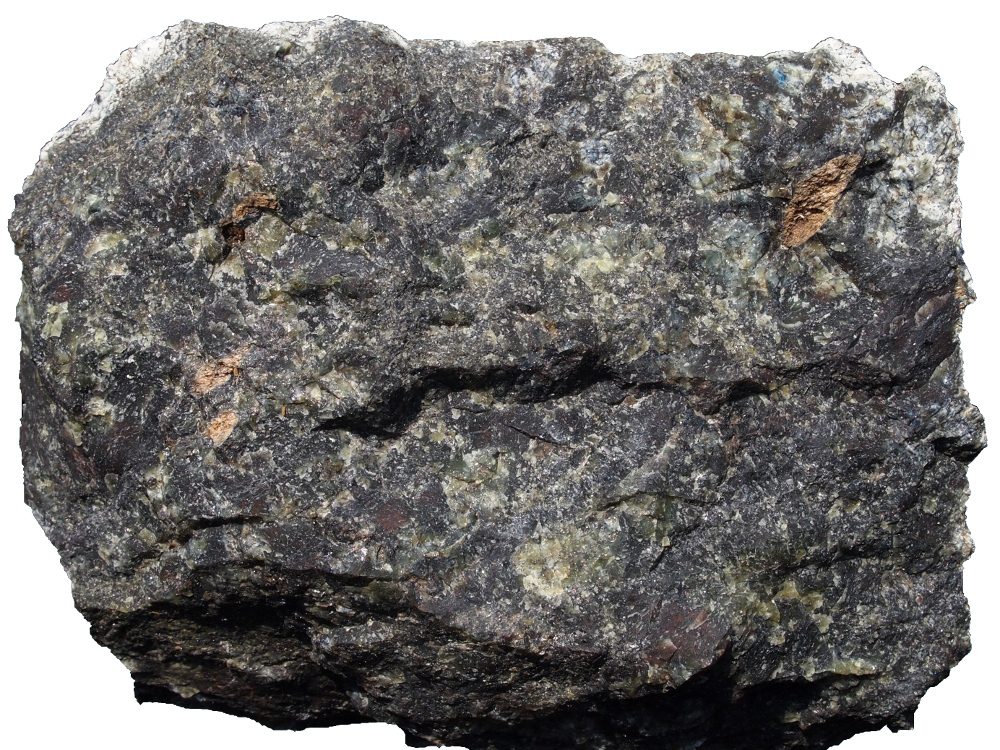
Hadec (Chrastice)

Skládá se ze serpentinu, magnetitu, granátu, pyroxenu a amfibolu.
U světlejších partií některých hadců se setkáváme s atraktivními síťovitými a skvrnitými vzory, které připomínají kůži hada. Jinak jsou hadce obvykle dost tmavé, černozelené až černé. Bývají celistvé, matné nebo smolně lesklé. Jejich stavba je většinou všesměrná. U některých hadců jsou přítomné vyrostlice granátu či pyroxenu.
Slabě zvětralé, jemně vzorované vzorky je možno použít na výrobu drobných ozdobných výbrusů. Vzhledem k větší tvrdosti a obsahu akcesorií je výsledek poměrně pěkný.
V některých hadcích se vyskytují žíly vyplněné hadcovým azbestem, jehož vlákna jsou orientována kolmo k průběhu pukliny. Jindy jsou přítomné žíly bílého až béžového magnezitu.
Termín zavedl Alexander von Humboldt v roce 1823 podle latinského výrazu serpens (had). Český výraz hadec je kalk vytvořený J. S. Preslem.

## Vznik
Serpentinity vznikly přeměnou peridotitů, pyroxenitů a olivinických gaber při procesu serpentinizace. Je to nízkoteplotní, většinou autometamorfní proces, při němž dochází k oxidaci a hydrataci na křemík chudých mafických a ultramafických hornin. Dochází k němu většinou už na mořském dně. Na křemík chudé minerály v peridotitech, hlavně olivín a Mg-pyroxeny se mění na minerály serpentinové skupiny (antigorit, chryzotil a lizardit), brucit a magnetit. Vznikají i poměrně vzácné minerály jako awaruit (Ni3Fe). Horniny při tom absorbují velké množství vody a v puklinách narůstající minerály serpentinové skupiny způsobují jejich další rozpukání.
K serpentinizaci dochází i při kontaktní metasomatóze na styku intruziv s dolomity.
Dochází při tom k změně hustoty horniny z 3,3 na 2,7 g/cm3 a zároveň k nárůstu objemu až o 40 %. Je to exotermická reakce, při které se uvolňuje velké množství energie. Může dojít k nárůstu teploty až o 260 °C, což má za následek vznik nevulkanických hydrotermálních žil. Při vzniku magnetitu dochází k reakcím uvolňujícím vodík. Karbonáty a sulfáty jsou redukovány a vzniká metan a sirovodík. Vodík, metan a sirovodík jsou zdrojem energie pro chemotrofní mikrorganismy na dně oceánů.

## Složení a vlastnosti
Serpentinity mají tmavězelenou, zelenou až téměř černou barvu. Texturu mají všesměrnou, zřídka břidličnatou. Bývají často masivní. Pukliny v serpentinitech jsou často vyplněny chryzotilem, jehož vlákna jsou orientována kolmo na stěny pukliny. Vlastní serpentinitová masa je tvořena odrůdami serpentinu a to antigoritem, lizarditem nebo chryzotilem. Z vedlejších minerálů bývá přítomen olivín, pyroxeny, méně chlority a mastek, magnezit, chromit, granát a další. Přítomny bývají i sekundární nerosty, jako různé formy křemene, magnetit a dolomit. Serpentinity s dokonalou břidličnatostí přecházejí do serpentinitových břidlic. Chemickým složením se serpentinity řadí k ultrabazickým horninám,[zdroj?] resp. metaultrabazickým horninám. Chemické vlastnosti hadců mají zcela zásadní vliv na rostlinstvo, často mívají vysoké pH tj. vytváří zásaditý podklad pro rostlinstvo.

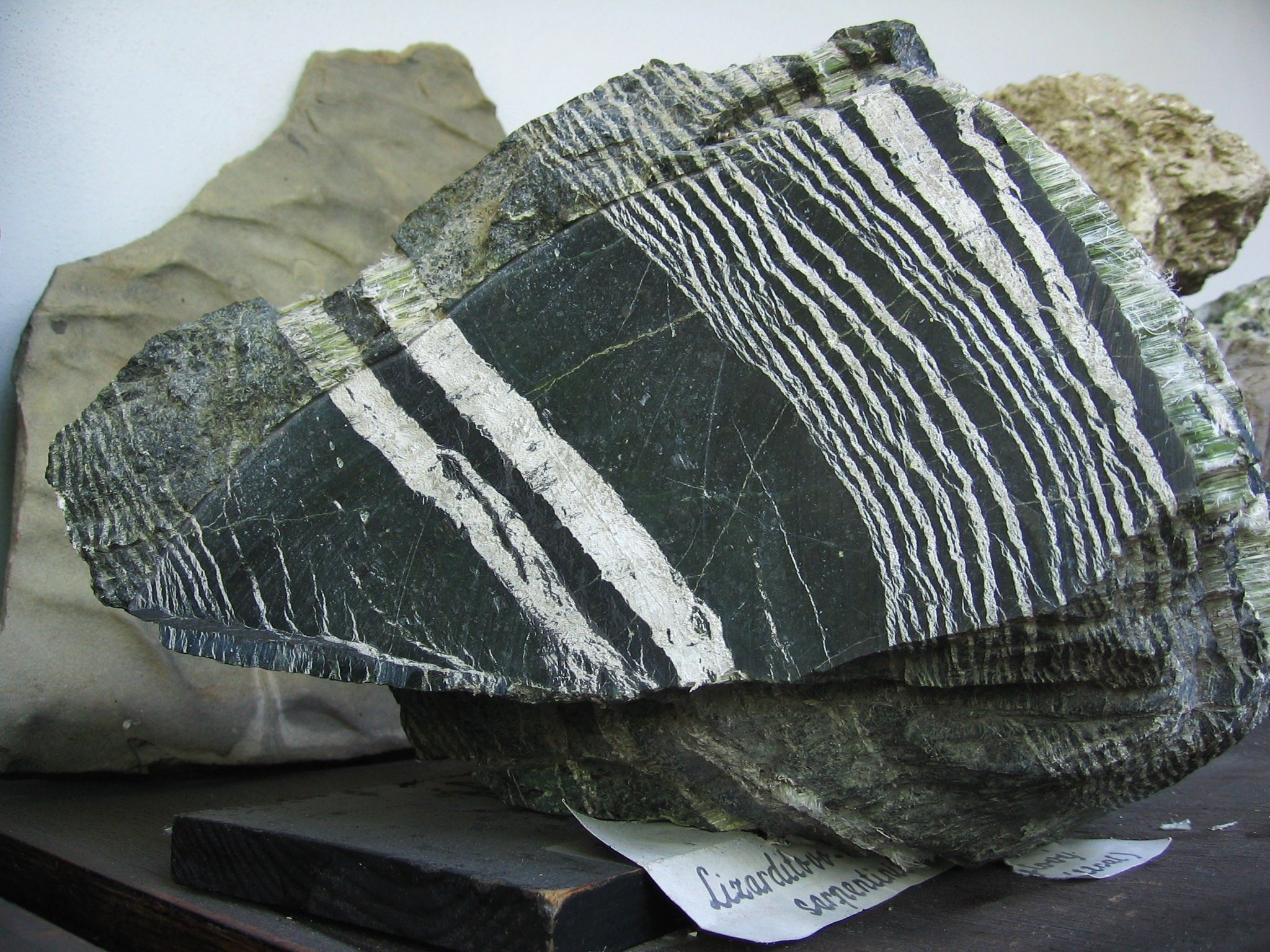
Leštěný vzorek serpentinitu z Dobšiné

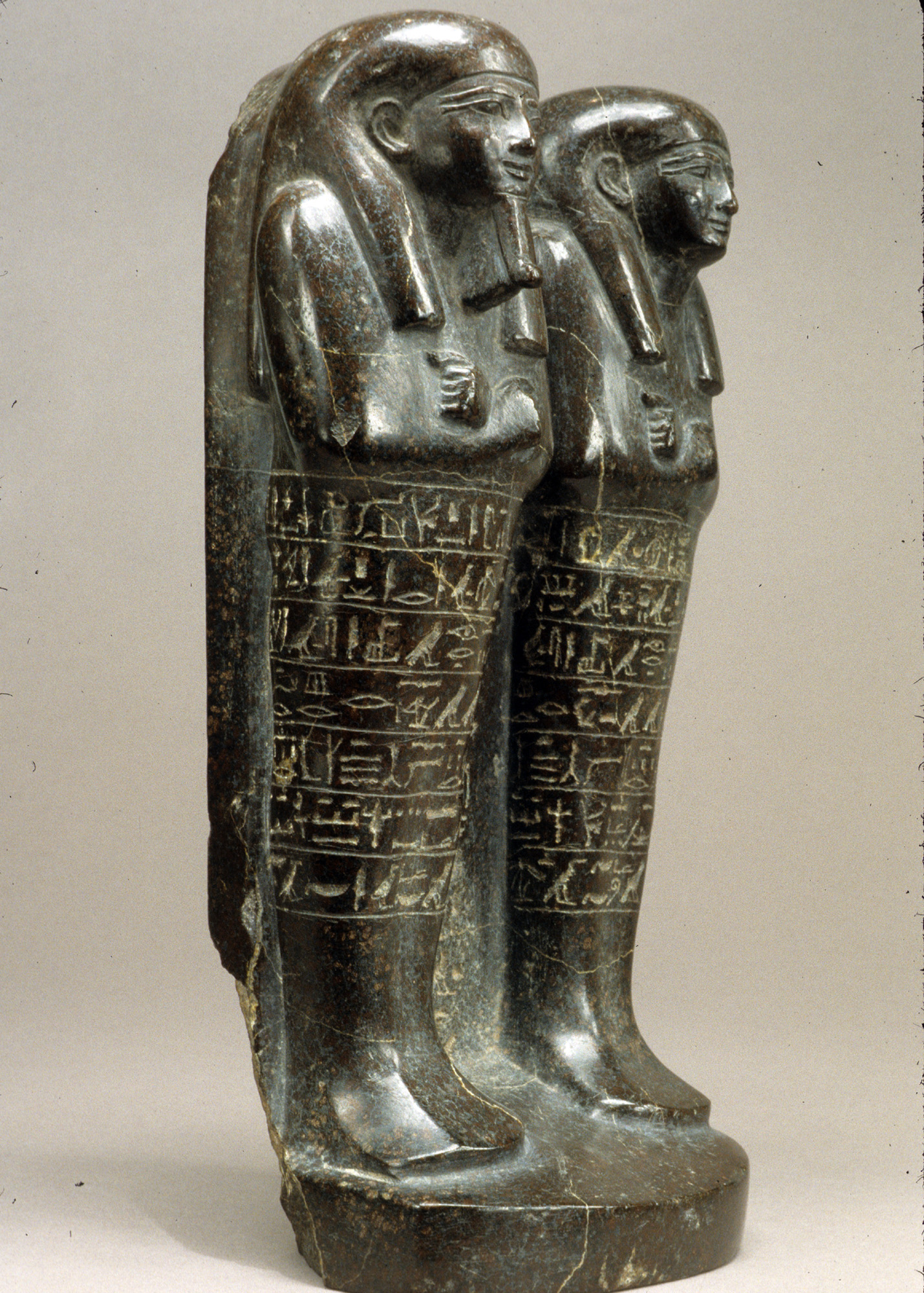
Socha Benermeruta s matkou, Egypt, kolem 1450 př. n. l.

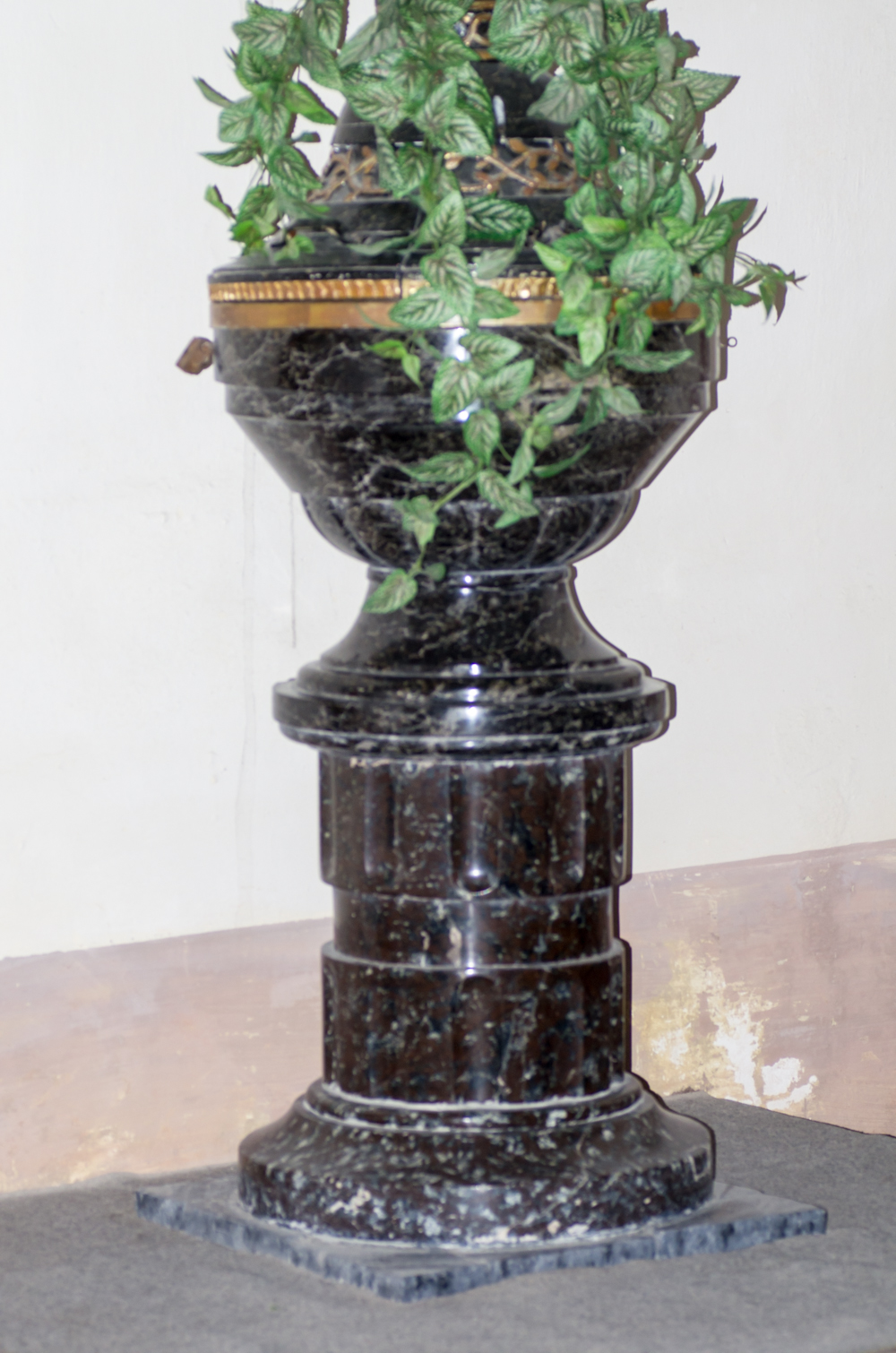
Mariánskolázeňský serpentinit; křtitelnice z kostela svatého Petra a Pavla z Mnichova u Chebu

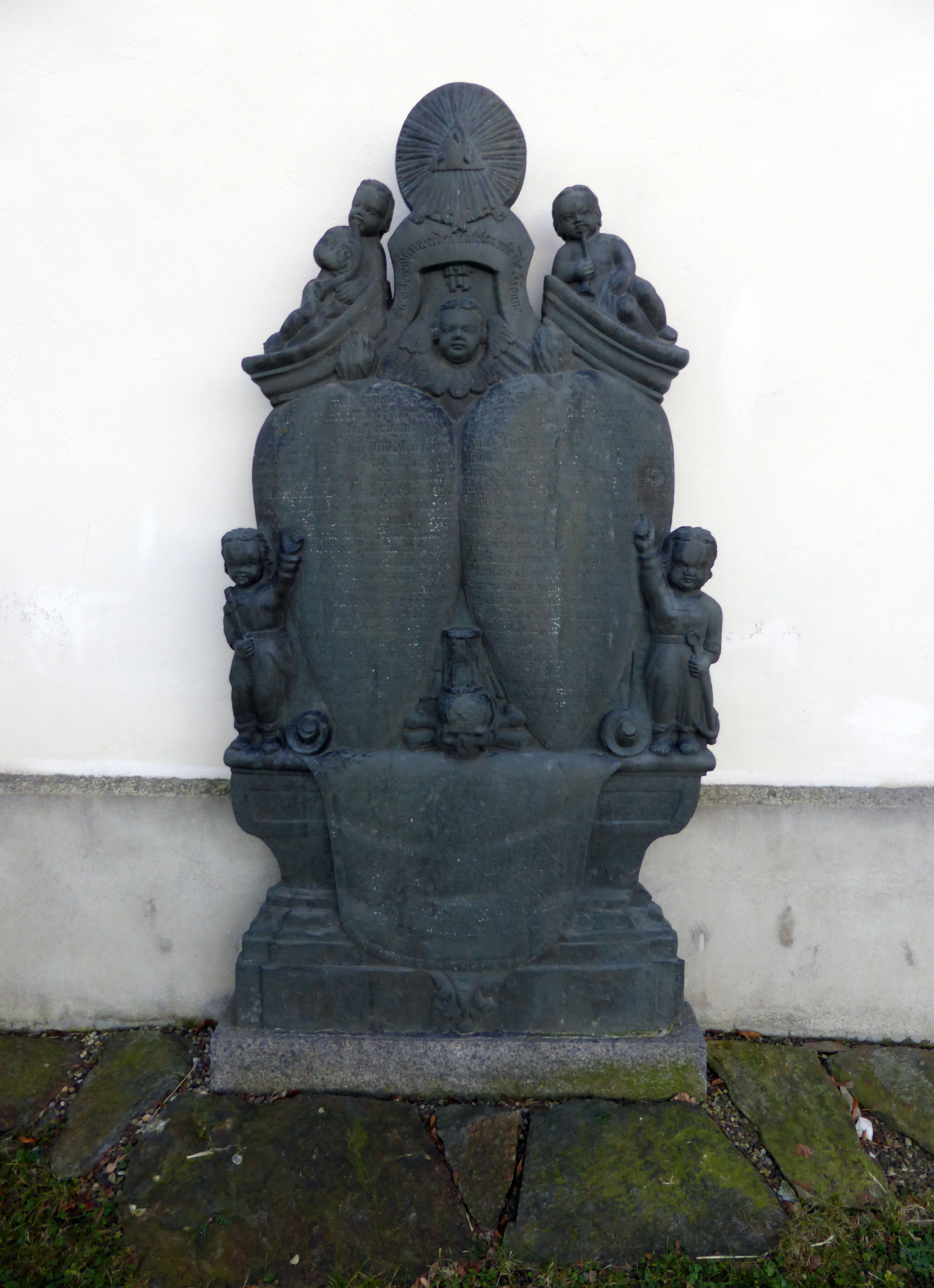
Krušnohorský serpentinit na epitafu v Zöblitz, Sasko, 1. pol. 19. století

## Výskyt
Hadcové lokality se vyskytují po celém světě, mají vždy ostrůvkovitý charakter.
- Křemže
- Mariánské Lázně
- Kutná Hora
- Posázaví
- České středohoří, Linhorka: matečná hornina českého granátu[7]
- Českomoravská vrchovina, hojný výskyt: (Mohelno, Dolní a Horní Bory, Hrubšice, Černín u Jevišovic)
- Slovensko: výskyty v Spišsko-gemerském rudohoří jsou vázány na obdukované zbytky meliatika u Dobšiné, Kobeliarova, Jasova, Jaklovců. Nacházejí se i v „kohútské zóně“ veporika u Cinobaně, Klenovce a jinde. Známé jsou i výskyty v podloží východoslovenské pánve (u obce Zbudza) a jinde.[5]
- Rakousko: území nedaleko města Bruck an der Mur
- Německo: zejména Sasko, Zöblitz v Krušných horách, doly otevřeny roku 1486, až do 19. století hojné zpracovávání na náhrobky, soustružené stolní nádoby (poháry, holby, talíře); Peterleinstein chráněná krajinná oblast v Bavorském lese
- Polsko: Gogolów - Jordanów Śląski, serpentinitový masiv; také drahokamová odrůda nefrit
- Rusko: velká ložiska na Urale v Rusku (Baženěvskoje)
- Severní Amerika: Québec (Thetford Belt, Jeffrey Mine) v Kanadě a v Kalifornii v USA
- Afrika: Egypt (ve starověku), Jihoafrická republika (převážně amfibolové-krokidolitové azbesty).

Největšími producenty azbestu jsou Rusko, Čína, Kanada a Kazachstán.

## Použití
Z houževnatých hadců se vyrábí drcené kamenivo, taktéž se využívá jako dekorační kámen, nebo k výrobě speciálních druhů betonu pohlcujících radiaci (pro svůj vysoký obsah vázané vody). V minulosti se také využíval k získávání azbestu. Hadcový azbest, těžený v Dobšiné, se používal k výrobě azbestocementové krytiny.
Od starověku se v Egyptě a v Římské říši užíval na sarkofágy, votivní sošky, šperky a nádoby.
Slabě zvětralé, jemně vzorované bloky se ve střední Evropě užívaly od 15. století k výrobě stolních nádob (mísy, talíře, džbány, holby, poháry a číše), svícnů, a dalších drobných ozdobných nábrusů nebo jako dekorační kámen (ofikalcit). Černošedé desky se užívaly hlavně na náhrobky. Dolování a využití serpentinitu popsal Georgius Agricola roku 1546.
Některá ložiska jsou vázána reziduální ložiska niklu. V minulosti se serpentinit těžil pro obsah serpentinových minerálů. Z chryzotilu, který se nacházel v jeho puklinách se vyráběl azbest. Ve 21. století se ve většině západních zemí od těžby serpentinitu pro karcinogenitu některých typů azbestu (hlavně amfibolový) upustilo.